# Guapo heredero busca esposa
Guapo heredero busca esposa es una película española de comedia estrenada el 25 de septiembre de 1972, dirigida por Luis María Delgado y protagonizada en los papeles principales por Alfredo Landa y Esperanza Roy.

## Sinopsis
Fidel es un joven pastor que vive en un pueblo manchego prácticamente deshabitado junto con su padre. Al morir la persona más rica del lugar recibe una herencia a condición de que se case en un breve plazo de tiempo. Al no conocer apenas a ninguna mujer, decide anunciarse en los periódicos. De esta forma conoce a todo tipo de chicas, aunque no parece coincidir mucho con ninguna de ellas. Finalmente Fidel termina por casarse, acuciado por el tiempo, con una chica cuyo pasado no resulta ejemplar; sin embargo el amor terminará por nacer entre ellos.
Entre los numerosos lugares de rodaje, uno de ellos es el pueblo de Horche (Guadalajara).

## Reparto
- Alfredo Landa como	Fidel Frutos.
- Esperanza Roy como	 Marga.
- José Sacristán como Julián.
- Antonio Ferrandis como Don Arturo.
- Ricardo Merino como Marco.
- Gracita Morales como Pilar.
- Alfonso del Real como Don Bernardo.
- Mónica Randall como Paloma.
- Laly Soldevila como Chica.
- Rafaela Aparicio como Madre.
- Erasmo Pascual como Padre.
- Carmen Martínez Sierra como Señora mensajera de Paloma.
- José Luis Uribarri como Locutor.
- Adrián Ortega como	 Eusebio.
- Luis Barbero como Funcionario 1.
- Luis Rico como Funcionario 2.
- Rafael de la Rosa como Rogelio.
- José Bastida como Lucas.
- Maite Lias como Novia.
- Ana Lias como Agente.
- Mercedes Borqué como Mujer de Don Arturo.
- Miguel del Castillo como Notario.
- María Elena Flores como Chica baile.